# Rooftop Prince
Rooftop Prince (en hangul, 옥탑방의 왕세자; romanización revisada, Oktabbangui wangseja), conocida también en español como El príncipe de la azotea, es una serie de televisión surcoreana transmitida por SBS desde el 21 de marzo hasta el 24 de mayo de 2012. Narra el viaje de un príncipe y sus ayudantes, que teniendo como objetivo resolver un misterioso crimen, se  teletrasportan accidentalmente desde Joseon hasta la actualidad, donde se aprecia que en dos líneas del tiempo totalmente diferentes, los eventos se repiten.
Es protagonizada por Park Yoo Chun quien es integrante de la banda JYJ y toma el papel del príncipe heredero y Yong Tae Yong, junto a Han Ji Min como la chica de la azotea, además Jung Yoo Mi, Lee Tae Sung, Lee Tae-ri, Jung Suk Won y Choi Woo Shik, estos últimos tres, los ayudantes del príncipe. Pese a que no obtuvo grandes cifras de audiencia en su país de origen, la serie obtuvo popularidad en gran parte del mundo atrayendo turistas a los lugares de grabaciones e incluso se inauguró una cafetería en el barrio de Shibuya, Japón para promocionar la venta en DVD de la serie en ese país.

## Argumento
Durante la época de Joseon existen dos hermanas llamadas, Hwa Young y Bu Yong, al llegar el momento de que la familia de él nombre para escoger la candidata a princesa heredera la elegida es la menor, Hwa Young finge un accidente y quema la cara de su hermana y así ella es la elegida.
En el presente las mismas dos niñas ahora llamadas Se Na y Bak Ha, sus padres se van a casar e inmediatamente se convierten en hermanastras. Nuevamente la tragedia se repite, Se Na celosa de la atención que le dan a Bak Ha comienza a culparla de robo y otras cosas, terminando la tragedia en que mientras la niña duerme esta la sube en un camión y la abandona mientras la pequeña comienza a llamarla a gritos.
Tae Mun regresa solo a Corea, alegando que su primo y futuro heredero de la empresa, Tae Yong, había desaparecido. Dos años después, cuatro hombres vestidos con ropas de la época Joseon, aparecen en la casa de Bak Ha. Sin tener a donde ir, los cuatro hombres deciden seguir a Bak Ha. Uno de ellos afirma que él es el príncipe heredero de Joseon.
Un día Lee Gak (príncipe heredero) ve a la hermanastra de Bak Ha, Se Na, que es la viva imagen de su difunta princesa. Está convencido de que las dos son, de hecho, la misma persona. Por otra parte, Kang cree que Lee Gak, que se es exactamente igual que su nieto, quien desapareció en Nueva York, ha vuelto. El príncipe se da cuenta de que ha viajado en el tiempo 300 años hasta el 2012, en Seúl, para buscar la verdad detrás de la misteriosa muerte de su amada esposa, la princesa heredera.
Con el fin de acercarse a Se Na, quien también es asistente personal de Kang, Lee Gak pretende que él es Tae Yong. Mientras tanto, Tae Mun, quién ha creído que su primo ha muerto en Nueva York, se siente amenazado cuando escucha la noticia de que Tae Yong ha empezado a trabajar en la empresa. Por otro lado, Bak Ha se sorprende y queda un poco triste al escuchar la noticia de que su extraño, pero vulnerable nuevo amigo que se hace llamar el príncipe heredero es, de hecho, el nieto de un CEO.

## Reparto

### Personajes principales
- Park Yoo Chun como Príncipe heredero Lee Gak / Yong Tae Yong. 
  - Choi Won Hong como Príncipe Lee Gak / Tae Yong de joven.
- Han Ji Min como Bak Ha / Bu Yong.
  - Jeon Min Seo como Bu-yong / Park-ha de joven.
- Jung Yoo Mi como Hong Se Na / Hong Hwa Yong.
  - Kim So Hyun como Se Na / Hwa Young de joven.
- Lee Tae-sung como Yong Tae Mu.
- Lee Tae-ri como Song Man-bo.
- Jung Suk Won como Woo Yong Sool.
- Choi Woo Shik como Do Chi San.

### Personajes secundarios
- Ban Hyo Jung como Yeo Gil Nam.
- Ahn Suk Hwan como Yong Dong Man.
- Park Joon-geum como Tía Wang.[8]
- Lee Moon-sik como Pyo Taek-soo.
- Song Wok Sook como Gong Man Wok.
- Na Young Hee como Jang Sun Joo.
- Kang Byul como Lady Mimi.
- Guzal Tursunova como Becky.
- Kim Dae Hee como Park Soo Bong.

### Otros personajes
Apariciones especiales
- Kim Yoo Suk como Rey. (ep. 1)
- Kim Yong Woo como Padre de Bu Yong (ep. 1)
- Kyun Mi Ri como Madre de Bu Yong (ep. 1, 20)
- Kim Hyung Bum como Hermano de Bu Yong (ep. 1, 20)
- Ming Sang Hoon como Padre de Bak Ga (ep. 1)
- Ahn Sang Tae como Yong Dong Man (ep. 2).
- Song Jae Hee como Pretendiente (ep. 8-9).
- Gil Yong Woo como Padre de Bu Yong (ep. 20).
- Lee Won-jong.

## Recepción

### Audiencia
En azul la audiencia más baja y en rojo la más alta, correspondientes a las empresas medidoras TNms y AGB Nielsen.
| Ep. #    | Fecha de emisión    | Share        | Share        | Share       | Share       |
| Ep. #    | Fecha de emisión    | TNmS Ratings | TNmS Ratings | AGB Nielsen | AGB Nielsen |
| Ep. #    | Fecha de emisión    | Nacional     | Seúl         | Nacional    | Seúl        |
| -------- | ------------------- | ------------ | ------------ | ----------- | ----------- |
| 1        | 21 de marzo de 2012 | 8.7 %        | 9.7 %        | 9.8 %       | 11.3 %      |
| 2        | 22 de marzo de 2012 | 12.0 %       | 14.0 %       | 10.5 %      | 11.7 %      |
| 3        | 28 de marzo de 2012 | 10.2 %       | 11.2 %       | 11.2 %      | 12.3 %      |
| 4        | 29 de marzo de 2012 | 11.1 %       | 12.9 %       | 11.4 %      | 12.7 %      |
| 5        | 4 de abril de 2012  | 10.9 %       | 12.1 %       | 11.2 %      | 12.5 %      |
| 6        | 5 de abril de 2012  | 14.2 %       | 16.9 %       | 12.5 %      | 14.0 %      |
| 7        | 12 de abril de 2012 | 12.1 %       | 13.5 %       | 12.5 %      | 14.2 %      |
| 8        | 18 de abril de 2012 | 11.6 %       | 14.8 %       | 11.4 %      | 12.2 %      |
| 9        | 19 de abril de 2012 | 11.8 %       | 13.7 %       | 12.0 %      | 13.4 %      |
| 10       | 19 de abril de 2012 | 11.2 %       | 14.3 %       | 10.4 %      | 11.9 %      |
| 11       | 25 de abril de 2012 | 11.6 %       | 13.0 %       | 10.6 %      | 11.4 %      |
| 12       | 26 de abril de 2012 | 12.3 %       | 13.7 %       | 11.3 %      | 12.4 %      |
| 13       | 2 de mayo de 2012   | 11.5 %       | 14.1 %       | 10.3 %      | 11.1 %      |
| 14       | 3 de mayo de 2012   | 12.0 %       | 14.0 %       | 11.6 %      | 12.5 %      |
| 15       | 9 de mayo de 2012   | 11.4 %       | 13.2 %       | 11.6 %      | 13.0 %      |
| 16       | 10 de mayo de 2012  | 12.4 %       | 14.5 %       | 12.5 %      | 13.8 %      |
| 17       | 16 de mayo de 2012  | 13.8 %       | 16.1 %       | 11.8 %      | 12.7 %      |
| 18       | 17 de mayo de 2012  | 13.5 %       | 16.0 %       | 12.1 %      | 12.9 %      |
| 19       | 23 de mayo de 2012  | 15.1 %       | 17.3 %       | 12.8 %      | 13.8 %      |
| 20       | 24 de mayo de 2012  | 14.9 %       | 16.2 %       | 14.8 %      | 15.7 %      |
| Promedio | Promedio            | 12.1 %       | 14.1 %       | 11.6 %      | 12.8 %      |

### Competencia
- Man from the Equator (적도의 남자; KBS 2TV).
- The King 2 Hearts (더킹 투하츠; MBC).

## Emisión internacional
- Canadá: Fairchild TV (2016).[11]
- China: Anhui Television (2014) y JiangXi TV (2014).
- Emiratos Árabes Unidos: MBC4 (2014).
- Filipinas: ABS-CBN (2013).
- Hong Kong: Entertainment Channel (2012), i-CABLE (2012) y TVB J2.
- Indonesia: Indosiar (2013).
- Israel: Viva (2013).
- Japón: KNTV (2012), WOWOW (2013) y TBS (2013).
- Malasia: Astro One (2012), 8TV (2013) y Astro Shuang Xing (2013).
- Singapur: One TV Asia (2012), E-City (2013) y Channel U (2014).
- Tailandia: Channel 7 (2013).
- Taiwán: GTV (2012, 2014, 2015 y 2016).
- Vietnam: SCTV (2013-2014).